# 카라칼 (루마니아)

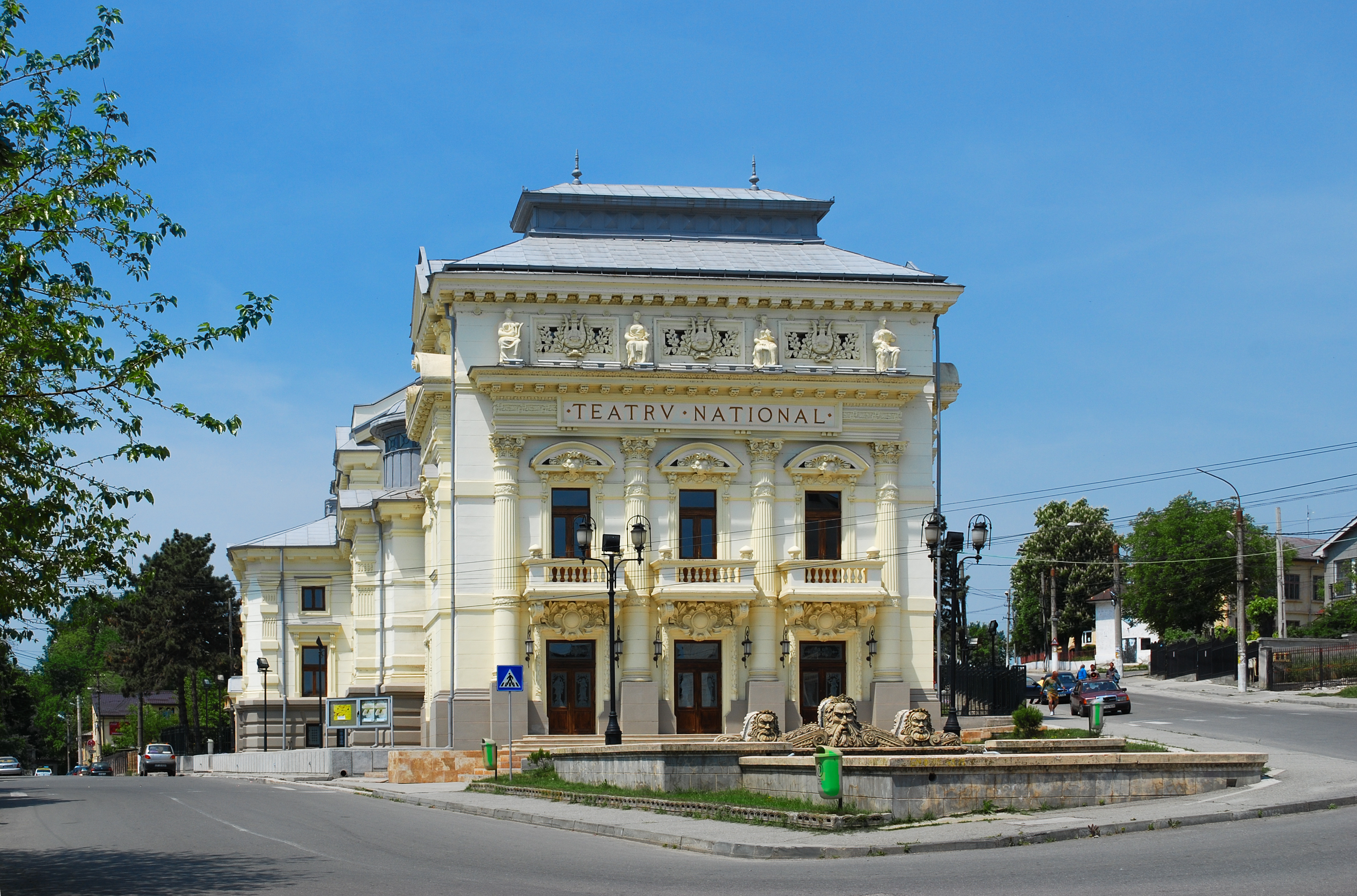
카라칼 국립극장

카라칼(루마니아어: Caracal)은 루마니아 남부에 위치한 올트주의 도시로 면적은 69.64km2, 인구는 30,954명(2011년 기준), 인구 밀도는 290명/km2이다. 올트주에서 2번째로 큰 도시로서 지우강과 올트강이 합류하는 지점에 위치한다.
도시 이름은 쿠만어로 "검은 요새"라는 뜻을 가진 '카라 칼레'(kara kale)에서 유래된 이름이다. 카라칼의 평야 지대는 19세기부터 20세기 사이에 급격한 성장을 기록하면서 루마니아의 곡창 지대로 여겨졌다. 사회주의 시대에는 공업화가 진행되면서 안정적인 경제 발전을 기록했지만 1989년 루마니아 혁명을 계기로 많은 공장들이 폐쇄되었다.

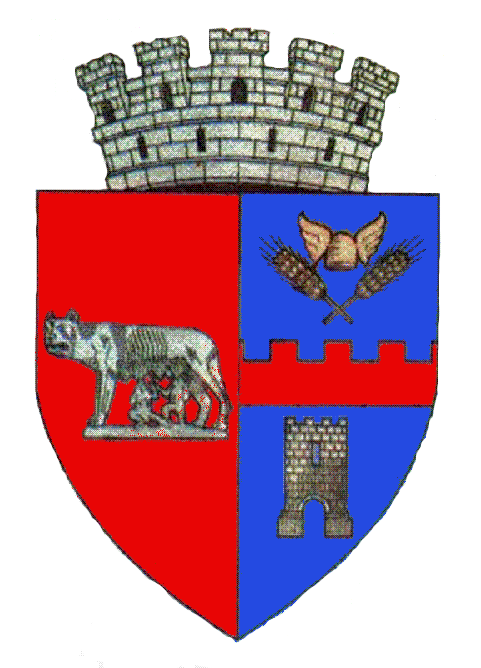
시 문장

## 인구
| 연도              | 인구   | ±%     |
| ----------------- | ------ | ------ |
| 1912              | 15,048 | —      |
| 1930              | 14,950 | −0.7%  |
| 1948              | 17,892 | +19.7% |
| 1956              | 19,082 | +6.7%  |
| 1966              | 22,714 | +19.0% |
| 1977              | 30,408 | +33.9% |
| 1992              | 39,130 | +28.7% |
| 2002              | 34,603 | −11.6% |
| 2011              | 30,954 | −10.5% |
| 출처: Census data |        |        |